# Callionymus sagitta
Callionymus sagitta es una especie de peces de la familia Callionymidae en el orden de los Perciformes.

## Distribución geográfica
Se encuentra desde la Península arábiga hasta las Filipinas. También en  delta del Mekong en Vietnam y, posiblemente, en Camboya.